# Iván László (orvos)
Iván László (Gönc, 1933. május 9. – 2020. január 16.) magyar pszichiáter, neurológus, gerontológus, egyetemi tanár, Fideszes országgyűlési képviselő (2006–2014).

## Tanulmányai
1951-ben érettségizett a ciszterciek Szent Imre Gimnáziumában, majd felvették a Budapesti Orvostudományi Egyetemre (ma: Semmelweis Egyetem). 1957-ben szerzett általános orvosi diplomát. Rezidenssége alatt pszichiáter szakorvossá képesítették 1961-ben. Emellett neurológus szakorvosi (1963), igazságügyi pszichiáteri (1969) és geriáter szakorvosi (2000) végzettséget is szerzett.

## Tudományos pályafutása
1957-ben került az egyetem Pszichiátriai Klinikájára munkatársként. Itt szerezte szakorvosi képesítéseit (a geriáter szakorvosit kivéve). 1982-ben az egyetem Gerontológiai Kutatóközpont munkatársa, majd igazgató-helyettese és a Neuropszichiátriai Laboratórium vezetője lett. 1993 és 2003 között tanszékvezető egyetemi tanár, a Gerontológiai Kutatóközpont igazgatója volt. 2003-ban emeritálták.
Kutatási területe az öregedés neuropszichiátriai összefüggései, a kóros öregedés személyiségmeghatározói, társadalmi vonatkozásai.
1969-ben megszervezte az első ún. „nyitott ajtós” pszichiátriai osztályt, majd 1974-ben a gerontopszcihiátriai klinikai osztályt is. 1972 és 1988 között a Népjóléti Minisztérium szociálpolitikai főosztályának szaktanácsadóként, ill. 1985-től 1987-ig a Fővárosi Ideg- és Elmeszakfelügyelői Testületénél szakfelügyelőként is dolgozott.
1980 és 1988 között a Szociálrehabilitációs Szövetség elnökeként is dolgozott, emellett 1983-ban a Magyar Gerontológiai Társaság vezetőségi tagja lett és 1993-tól 1999-ig a Gerontológiai Szakmai Kollégium elnöke volt. Az MTA Demográfiai Bizottságának tagja.
Az orvostudományok kandidátusa címet 1980-ban, PhD-fokozatot pedig 1993-ban szerzett. Számos tankönyv, publikáció, egyetemi jegyzet szerzője. 1979-ben a SOTE Kiváló Oktatója címet kapta.

## Közéleti pályafutása
1990-ben a Hazafias Választási Koalíció színeiben országgyűlési képviselőjelölt volt, mandátumot nem szerzett. 1992 és 1999 között a Magyar Szociálpolitikai Társaságot vezette. 1993 és 1997 között a Szakszervezetek Együttműködési Fóruma jelöltjeként tagja volt az Egészségbiztosítási Önkormányzatnak. 1996-ban az Idősügyi Tanács tagja lett, melynek 1998 és 2002 között társelnöke volt. 2004-ben előadott a Mindentudás Egyetemén. 2005-ben Orbán Viktor Fidesz-elnök felkérésére a Nemzeti Konzultációs Testület tagja volt, annak 2006-os feloszlásáig.
A 2006-os országgyűlési választáson a Fidesz országos listáján szerepelt és szerzett mandátumot, ezzel bekerült az Országgyűlésbe, melynek ifjúsági, szociális és családügyi bizottságának tagja lett. A 2010-es országgyűlési választáson pártja Borsod-Abaúj-Zemplén megyei területi listájáról szerzett mandátumot. 2010-ben folytathatta bizottsági tevékenységét, sőt, az egészségügyi bizottságnak is tagja lett.

## Magánélete
1971-ben házasodott. Egy lánygyermekük született.
Élete végén ameddig képes volt rá, betegeket fogadott. Rendszeresen jógázott.

## Művei, írásai
- Gerontológia a gyógyszertárban; Dictum, Bp., 2002 (Bibliotheca pharmaceutica)
- Ne féljünk az öregedéstől!; SubRosa, Bp., 1997 (Az egészséges életért)
- Az öregedés biológiai és orvosi aspektusai. Gerontológiai tanulmányok; szerk. Mess Béla, Fischer Ernő, Iván László; Dialog Campus, Pécs–Bp., 1999 (Dialóg Campus szakkönyvek)
- Az osteoporosis rendszerszemlélete újabb megközelítésben; Osteofit Kft., Bp., 2000
- Blaskovich Erzsébet–Iván László: Idős betegek és haldoklók ellátása kalkuttai Teréz anya szerint. Gero-thanatológiai szakkönyv; SZCSM, Bp., 2001

## Díjai, elismerései
- Szociálrehabilitációs Emlékérem (1976)
- Vilmon Gyula-díj (1976)
- Életet az Éveknek Díj (1994)
- Pro Sanitate Emlékérem (1995)
- Jámbor Gréte-emlékérem (1998)
- SOTE Arany Pecsétgyűrűje (1998)
- A Magyar Köztársasági Érdemrend tisztikeresztje (2001)
- A valenciai egyetem díszdoktora
- A Magyar Érdemrend középkeresztje a csillaggal (2015)